# Coyometeco
Coyometeco är en ort i Mexiko.   Den ligger i kommunen Metztitlán och delstaten Hidalgo, i den sydöstra delen av landet, 140 km norr om huvudstaden Mexico City. Coyometeco ligger 1 285 meter över havet och antalet invånare är 249.
Terrängen runt Coyometeco är huvudsakligen kuperad, men norrut är den bergig. Coyometeco ligger nere i en dal. Runt Coyometeco är det glesbefolkat, med 20 invånare per kvadratkilometer. Närmaste större samhälle är Zacualtipán, 15,5 km öster om Coyometeco. I omgivningarna runt Coyometeco växer huvudsakligen savannskog.